# Era Gorbachev (1985-1991)
A História da União Soviética de 1985 até 1991 é a história de seu desaparecimento como Estado. A dissolução da União Soviética, que a levou a quebrar-se em 15 Estados independentes, começou no início de 1985. Após décadas de desenvolvimento militar soviético conquistado às custas do desenvolvimento económico nacional, esse crescimento econômico estava em um impasse. Tentativas fracassadas de reforma, uma economia estagnada e a guerra no Afeganistão levaram a um sentimento geral de descontentamento, principalmente nas repúblicas do Báltico e na Europa Oriental. As reformas políticas e sociais mais profundas, realizadas pelo último líder soviético, Mikhail Gorbatchev, denominadas perestroika e glasnost, criaram uma atmosfera de crítica aberta do regime soviético. A queda drástica dos preços do petróleo em 1985 e 1986, e a consequente falta de reservas de divisas para serem usadas na compra de grãos no ano seguinte, influenciaram profundamente as ações dos líderes soviéticos.
Algumas das Repúblicas Socialistas Soviéticas começaram a resistir ao poder central em Moscou, e aumentar a democratização que levaria ao seu enfraquecimento. O déficit comercial esvaziou progressivamente os cofres da União, conduzindo a uma eventual falência. A União Soviética entraria em colapso em 1991 com a chegada de Boris Yeltsin ao poder após um fracassado golpe que tentou derrubar Gorbachev e reiniciou o seu governo

## A ascensão de Mikhail Gorbachev
Com a morte de Konstantin Chernenko, Mikhail Gorbachev, com 54 anos de idade, é eleito secretário geral do Partido Comunista a 11 de Março de 1985. Sendo, efectivamente, o verdadeiro líder da União Soviética.

Gorbachev em um dos seus encontros com o presidente dos Estados Unidos, Ronald Reagan.

Em 1985, viaja até ao Reino Unido, onde se encontra com Margaret Thatcher. A partir de seu governo, Gorbatchev tenta reformar o partido, que dava então mostras de decadência, ao apresentar o seu projeto que se resumia nas expressões glasnost ("transparência") e perestroika ("reestruturação") e que é apresentado no 27.º Congresso do Partido Comunista Soviético em Fevereiro de 1986.
Em 1986, Gorbachev também tem de lidar com a explosão do reator da Usina Nuclear de Chernobyl, localizada na Ucrânia, que provocou uma onda de radiação por toda a Europa. A desorganização e as informações escassas na época contribuíram para que o regime comunista já estivesse chegando ao fim.
Em 1988, Gorbatchev anuncia que a União Soviética abandonava oficialmente a
Doutrina Brejnev, ao admitir que a Europa de Leste adotasse regimes democráticos, se desejassem. Seu porta-voz, Gennady Guerasimov, em jeito de graça, autodenominou esta disposição como Doutrina Sinatra. Isto levou à corrente de revoluções de 1989, nos países de leste, através das quais o comunismo colapsou. Revoluções essas que se realizaram de forma pacífica, como na Alemanha, com a queda do muro de Berlim, sendo que houve excepção no caso da Roménia. Terminava assim a Guerra fria, o que justificou a atribuição do Nobel da paz a Gorbachev em 15 de Outubro de 1990. Nesse mesmo ano, as duas Alemanhas, capitalista e comunista, se reunificariam.
Contudo, a democratização da URSS e dos países de Leste, ao levar à perda de poder do Partido Comunista, conduziu à situação que culminou com o Golpe de Agosto de 1991, como objectivo de o retirar do poder. Durante este tempo foi forçado a passar três dias (de 19 de Agosto até ao dia 21) numa dacha na Crimeia, antes de ser libertado e reaver o poder. Nessa altura, Boris Iéltsin começava a receber mais apoios em detrimento de Gorbatchov. Este viu-se obrigado a demitir um grande número de membros do Politburo e, em vários casos, houve ordem de prisão. Entre estes encontravam-se a "Camarilha dos Oito" que tinha conduzido o golpe.
Gorbachev foi eleito como primeiro presidente executivo da União Soviética em 15 de Março de 1990 mas resignou a 25 de Dezembro de 1991. Nessa mesma noite a bandeira soviética foi recolhida do Kremlin.

## A nova União Soviética:Perestroikae aGlasnost

Alianças nos anos 80.

Gorbachev, embora defensor de Karl Marx, defendeu o liberalismo econômico na URSS como a única saída viável para os graves problemas econômicos e sociais. A União Soviética, desde o início dos anos 1970, passava por grande fragilidade, evidenciada na queda da produtividade dos trabalhadores e a queda da expectativa de vida. A alta nos preços do petróleo no período 1973-1979 e a nova alta de 1979-1985, deram uma sobrevida temporária a um sistema econômico que já estava falido. A crise econômica mundial dos anos 1980, a escassez de moedas fortes e a queda no preço das commodities exportadas pela URSS (petróleo e cereais), ajudaram a aprofundar a crise do sistema econômico planificado da União Soviética.
Os gastos militares estavam tornando-se muito altos para uma economia como a soviética, planificada, extremamente burocratizada e com cerca de metade do PIB dos EUA. A economia de mercado dos EUA era muito mais competitiva e permitia o repasse acelerado de tecnologias militares e aeroespaciais de ponta para o setor civil. Na URSS tudo que seria produzido era previamente planejado nos Planos Quinquenais. A burocracia dificultava qualquer transferência de tecnologia sensível para o setor produtivo civil e toda a produção agrícola era milimetricamente planejada. Quando ocorre o acidente nuclear de Chernobil 1986, toda a produção agrícola daquele ano foi perdida, os gastos inesperados foram enormes e o Estado que havia planejado exportar uma safra recorde de grãos, teve que importar comida. Rapidamente começava a faltar até mesmo pão no país que havia sido o maior produtor mundial de trigo. Somando-se aos custos do envolvimento de meio milhão de homens no Afeganistão durante os anos 1980, mais os gastos militares da nova corrida armamentista, conhecida como segunda Guerra Fria, aquela enorme economia engessada colapsou.

Richard Nixon e Mikhail Gorbachov em Genebra, Suíça, em 1985.

Frente a estes problemas, Mikhail Gorbachev aplicou dois planos de reforma na URSS: a perestroika e a glasnost.
- Perestroika: série de medidas de reforma econômicas. Para Gorbachev, não seria necessário erradicar o sistema socialista, mas uma reformulação deste seria inevitável. Para tanto, ele passou a diminuir o orçamento militar da União Soviética, o que implicou diminuição de armamentos e na retirada das tropas soviéticas do Afeganistão, e passou a aplicar um gradual processo de privatizações, que, mal-conduzidas, logo levariam o país à uma situação de declínio econômico.
- Glasnost: a "liberdade de expressão" à imprensa soviética e a transparência do governo para a população, retirando a forte censura que o governo comunista impunha.

A nova situação de liberdade na União Soviética possibilitou um afrouxamento na ditadura que Moscou impunha aos outros países. Pouco a pouco, o Pacto de Varsóvia começou a enfraquecer, e cada vez mais o Ocidente e o Oriente caminhavam para vias pacíficas. Em 1986, Ronald Reagan teve um encontro com Gorbachev em Reykjavík, Islândia, para discutir novas medidas de desarmamento dos mísseis estacionados na Europa.

## Situação pré-colapso
Paradoxalmente, de acordo com vários autores, embora haja algum desconhecimento popular sobre os fatores que causou o colapso político, as causas do colapso económico da URSS eram bastante claras.
Após a Segunda Guerra Mundial, o crescimento econômico soviético foi rápido o suficiente para dar credibilidade às estimativas de Nikita Kruschev que o padrão de vida na URSS teria ultrapassado os Estados Unidos antes de 1970, e capitalismo seria "enterrado", antes do final do século atual. Mas na véspera da perestroika, no início de 1980, houve fortes indícios de que alguns aspectos da economia não funcionavam bem:
1. O fornecimento de energia de base da União Soviética estava em graves dificuldades na década de 1980.[2]
2. A produção siderúgica e de petróleo estagnaram no período 1980-1984.[3]
3. Instalações de geração e linhas de transmissão foram ultrapassados e falta de manutenção, como evidenciado pelo frequentes avarias ou interrupção de energia elétrica (para não mencionar o caso de Chernobyl).
4. O setor agrícola de produção de grãos, adaptado às condições climáticas, não se registrava qualquer aumento na década anterior, apesar dos grandes investimentos.[4]
5. Dois terços dos equipamentos de processamento agrícola utilizados na década de 1980 eram inúteis, pois muito boa parte do mesmo procedia a partir da década de 1950 e 1960.[5]
6. Entre 20% e 50% das culturas de cereais, batata, beterraba e frutas estragaria antes de chegar às distribuidores.[6] Mesmo quando as abastecimentos eram necessários, os atrasos nas entregas causavam escassez temporária, gerando filas, acúmulo de bens e racionamentos ocasionais.
7. Entre 1970 e 1987, a produção por unidade de insumo declinou a uma taxa superior a 1% ao ano.[7]
8. Para resumir a situação nas vésperas da perestroika, todos começando com Gorbachev, concordou que o crescimento econômico per capita era igual a zero ou negativo.[8] Tal como explicado por Marvin Harris[9] é apresentado um quadro ainda mais sombrio da ineficiência da infra-estrutura soviética depois de 1970 se subtrair os custos da poluição e destruição ambiental do produto nacional (PIB). Estavam presentes todas as formas imagináveis de poluição e esgotamento de recursos em tais quantidades enormes que constituem uma ameaça à vida, incluindo as emissões descontroladas coberto dióxidos de enxofre, despejos de resíduos perigosos e nuclear de todos os tipos, intoxicação por erosão do solo de Lago Baikal (na opinião de Poiniting 1991, provavelmente o pior desastre ecológico do século XX) e os mares Negro, Báltico e Cáspio, e a seca do Mar de Aral.[10]
9. Como se explica Feshbach, a expectativa de vida para os homens soviéticos foi diminuindo na véspera da perestroika.[11]

## O Golpe de Moscou

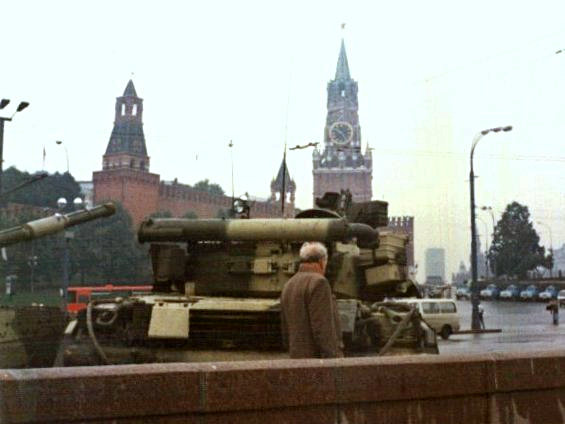
Tanques na Praça Vermelha durante a tentativa de golpe de 1991.

Em 19 de Agosto de 1991, um dia antes de Gorbachev e um grupo de dirigentes das Repúblicas assinarem o novo Tratado da União, um grupo chamado Comité Estatal para o estado de emergência (Государственный Комитет по Чрезвычайному Положению, ГКЧП ', pronunciado GeKaTchePe) tentou tomar o poder em Moscou. Anunciou-se que Gorbachev estava doente e tinha sido afastado de seu posto como presidente. Gorbachev tinha ido de férias para a Crimeia onde a tomada do poder foi desencadeada e lá permaneceu durante todo o seu curso. O vice-presidente da União Soviética, Gennady Yanaiev, foi nomeado presidente interino. A comissão de 8 membros, incluindo o chefe da KGB Vladimir Krioutchkov e o Ministro das Relações Exteriores, Boris Pougo, o ministro da Defesa, Dmitri Iazov, todos os que concordaram em trabalhar sob Gorbachev.

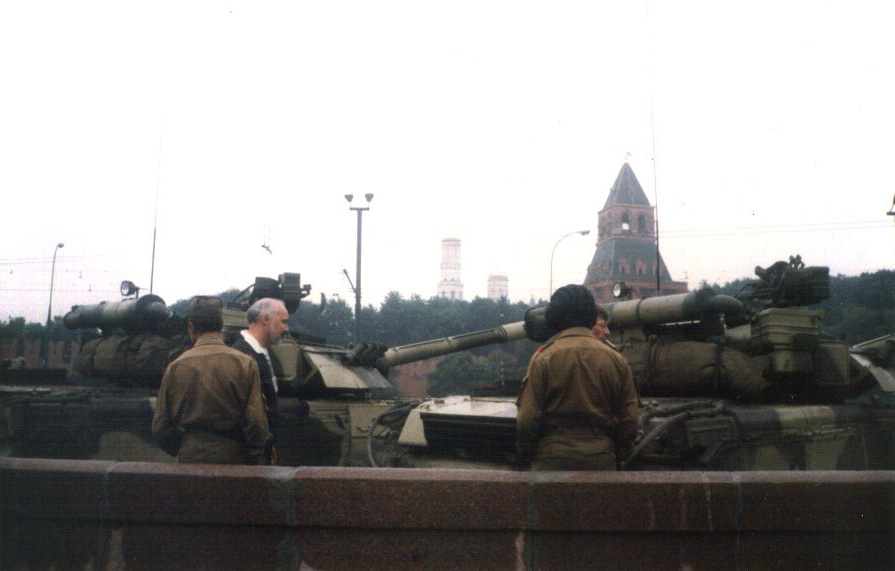
Tanques em Moscou durante a tentativa frustrada de golpe de estado de 1991.

Manifestações importantes contra líderes do golpe de Estado ocorreram em Moscou e Leningrado, lealdades divididas nos ministérios da Defesa e Segurança impediam as forças armadas de vir para superar a resistência que o Presidente da Rússia Boris Yeltsin dirigia desde a Câmara Branca, o parlamento russo. Um assalto do edifício projetado pelo Grupo Alfa, Forças Especiais da KGB, depois que as tropas foram recusando-se unanimemente a obedecer. Durante uma das manifestações, Yeltsin permaneceu de pé em um tanque para condenar a "Junta". A imagem disseminada pelo mundo foi à televisão, torna-se um dos mais importantes do golpe de Estado e reforça fortemente a posição de Ieltsin. Ocorrem confrontos  nas redondezas das ruas que conduziram o assassinato de três protestantes, Vladimir Ousov, Dmitri Komar e Ilia Krichevski, esmagados por um tanque, mas, em geral, houve poucos casos de  violência. Em 21 de Agosto de 1991, a grande maioria das tropas que são enviadas a Moscou se coloca-se abertamente ao lado dos manifestantes ou são desertores. O golpe falhou e Gorbachev, que tinha atribuído à sua residência dacha na Crimeia, regressou a Moscou.
Após o seu regresso ao poder, Gorbachev prometeu punir os conservadores do Partido Comunista da União Soviética (PCUS). Demitiu-se das suas funções como secretário-geral, mas continua a ser presidente da União Soviética. O fracasso do golpe de Estado apresentou uma série de colapsos das instituições da união. Boris Yeltsin assumiu o controle da empresa central de televisão e os ministérios e organismos económicos.

## Efeitos da Revolução de 1989

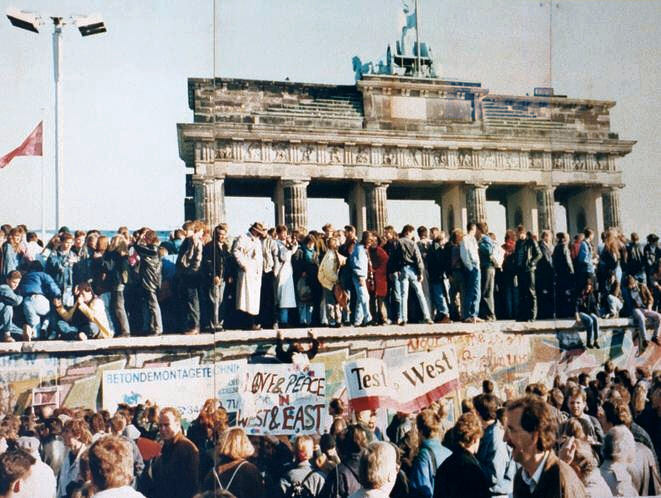
Alemães em pé em cima do Muro de Berlim, em 1989, ele começaria a ser destruído no dia seguinte.

O ano de 1989 viu as primeiras eleições livres no mundo socialista, com vários candidatos e com a mídia livre para discutir. Ainda que muitos partidos comunistas tivessem tentado impedir as mudanças, a perestroika e a glasnost de Gorbachev tiveram grande efeito positivo na sociedade. Assim, os regimes comunistas, país após país, começaram a cair.
A Polônia e a Hungria negociaram eleições livres (com destaque para a vitória do partido Solidariedade na Polônia), e a Tchecoslováquia, a Bulgária, a Romênia e a Alemanha Oriental tiveram revoltas em massa, que pediam o fim do regime socialista. O ponto culminante foi a queda do Muro de Berlim em 9 de Novembro de 1989, que pôs fim à Cortina de Ferro e, para alguns historiadores, à Guerra Fria em si.

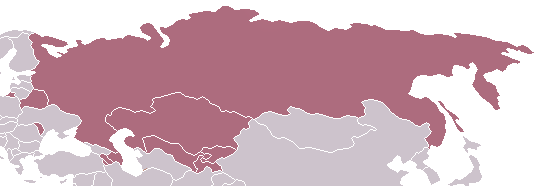
Formação da CEI, o fim oficial da União Soviética.

## Dissolução da União Soviética
Em 1 de julho de 1991, o Pacto de Varsóvia foi oficialmente dissolvido em uma reunião em Praga. Em uma cúpula mais tarde naquele mesmo mês, Gorbachev e Bush declarou uma parceria estratégica entre a União Soviética, marcando decisivamente o fim da Guerra Fria. O presidente Bush declarou que a cooperação entre a União Soviética durante a Guerra do Golfo(1990-1991) havia estabelecido as bases para uma parceria na resolução dos problemas bilaterais e mundiais.
Como a União Soviética, rapidamente retirou suas forças da Europa Oriental, o transbordamento das turbulências de 1989 começou a ressoar em toda a União Soviética. Agitação de autodeterminação levou primeiramente a Lituânia, e depois Estónia, Letónia e Armênia declararem sua independência. Descontentamento em outras repúblicas soviéticas, como a Geórgia e Azerbaijão, foi combatida por promessas de uma maior descentralização. Mais eleições abertas levaram à eleição de candidatos da oposição ao governo do Partido Comunista.
Glasnost tinha inadvertidamente lançou os sentimentos nacionais suprimidos de todos os povos dentro das fronteiras do estado multinacional soviético. Estes movimentos nacionalistas foram reforçadas com a rápida deterioração da economia soviética, segundo a qual regra de Moscou tornou-se uma alegação para os problemas econômicos. As reformas de Gorbachev não conseguiram melhorar a economia, com a antiga União Soviética completamente estagnada. Uma a uma, as repúblicas constituintes criaram seus próprios sistemas económicos e a votada a subordinação as leis soviéticas com a legislação local.
Numa tentativa de travar as rápidas mudanças no sistema, um grupo de linha-dura soviética representada pelo Vice-Presidente Gennadi Yanayev lança tentativa de golpe de estado em 1991 e derrubar Gorbachev em agosto de 1991. Boris Yeltsin, então presidente da Rússia, reuniu o povo e grande parte do exército contra o golpe de Estado e o esforço desmoronou. Embora restaurado ao poder, a autoridade de Gorbachev tinha sido irremediavelmente comprometida. Em setembro, os estados bálticos foram concedidos independência. Em 1 de dezembro de 1991 eleitores ucranianos aprovou a independência da União Soviética em um referendo. Em 26 de dezembro de 1991, a União Soviética foi oficialmente dissolvida, sendo sucedida por quinze países, terminando assim o Estado maior e mais influente do mundo comunista, e deixando a República Popular da China, com essa posição.
As nações que ganharam a independência de Moscou foram:
- Armênia - A luta pela independência incluído violência. A Guerra do Nagorno-Karabakh foi travada entre a Arménia e o Azerbaijão. A guerra prejudicou muito as perspectivas para a democracia real na Armênia, que acabaram protegendo os armênios e ganhar a guerra do Azerbaijão tinha prioridade sobre a democracia. Arménia tornou-se cada vez mais militarizado (com a ascendência de Kocharian, ex-presidente de Nagorno-Karabakh, muitas vezes visto como um marco), e as eleições já foram cada vez mais controversas, e o governo mais acusado de ser corrupto. Após Kocharyan, nomeadamente, Serzh Sargsyan ascendeu ao poder. Sargsyan é freqüentemente notado como o fundador "dos militares da Arménia e do Karabakh" e foi, no passado, o ministro da Defesa e o ministro da segurança nacional.
- Azerbaijão - O Partido da Frente Popular do Azerbaijão venceu as eleições pela primeira vez com os auto-descritos pró-ocidental, populista nacionalista Elchibey. No entanto, Elchibey planejado para acabar com vantagem de Moscou na exploração de petróleo do Azerbaijão e construir laços muito mais estreitos com a Turquia e a Europa, e como resultado, foi derrubado por ex-comunistas, em um golpe de Estado apoiado pela Rússia e Irã (que viu o novo país como uma obrigação ameaça, com as ambições territoriais no interior das fronteiras do Irã e também ser um forte rival económico). Mütallibov subiu ao poder, mas logo foi desestabilizado e, eventualmente, afastado devido a frustração popular com a sua incompetência, corrupção e má gestão da guerra com a Arménia. O líder da SSR do Azerbaijão Heydar Aliyev deteve o poder e manteve-se presidente até que ele transferiu a presidência para seu filho em 2003. A Guerra do Nagorno-Karabakh foi travada entre a Arménia e o Azerbaijão, e foi amplamente definido o destino de ambos os países. No entanto, diferentemente da Arménia, que continua a ser um forte aliado da Rússia, o Azerbaijão já começou, desde a guerra da Rússia com a Geórgia em 2008, para o tribunal, não só a Turquia, mas o resto do Ocidente, como bem cortar os laços com a Rússia, incluindo a sua adesão Comunidade dos Estados Independentes.
- Bielorrússia - O líder comunista Alexander Lukashenko chegou ao poder e tem cerceado a oposição desde então.
- Chechénia - Usando táticas parcialmente feitos no Báltico, as forças da coalizão anticomunista liderada pelo ex-general soviético Dzhokkar Dudayev fizeram uma revolução sem derramamento de sangue em grande parte (com um único acidente, um funcionário da CP que foi empurrados ou caiu de uma janela) e acabou forçando a renúncia do presidente republicano comunista. Dudayev foi eleito em uma vitória esmagadora na eleição seguinte e em Novembro de 1991 proclamou a independência de Chechenia-Inguchétia como a República da Ichkeria. Ingushetia votou para deixar a união com a Chechênia, e foi autorizada a fazê-lo (e assim se tornou a República Chechena de Ichkeria). Devido ao seu desejo de excluir Moscou de todos os negócios do petróleo, Yeltsin teve um golpe fracassado contra ele em 1993. Em 1994, a Chechénia, com apenas o reconhecimento marginal (um país: a Geórgia, que foi revogada logo após o golpe e a chegada Shevardnadze ao poder), foi invadida pela Rússia, estimulando a Primeira Guerra da Chechênia. Os chechenos, com o apoio considerável das populações de ambos os países ex-soviéticos e dos países muçulmanos sunitas repeliram esta invasão e um tratado de paz foi assinado em 1997. No entanto, tornou-se cada vez mais sem lei da Chechénia e caótico, principalmente devido à destruição política e física do estado durante a invasão, e em geral Shamil Basaev, iludindo todo o controle pelo governo central, conduzindo incursões vizinhas do Daguestão, que a Rússia usado como pretexto para a reinvasão Ichkeria. Ichkeria foi então reincorporado a Rússia como a Chechénia, novamente, embora os combates continuam.
- Estónia - A Revolução Cantada alcançou a independência ea democracia.
- Geórgia - Em 9 de abril de 1989, o exército soviético reprimiu manifestantes violentamente. Em novembro de 1989, a República da Geórgia condenou oficialmente a invasão russa em 1921 e a continuação da ocupação. O ativista Zviad Gamsakhurdia esteve como presidente de 1991 a 1992. Um golpe de estado instalados líder comunista Eduard Shevardnadze até a Revolução Rosa em 2003.
- Cazaquistão - luta pela independência começou com a revolta de Jeltoqsan em 1986. O líder comunista Nursultan Nazarbayev tem estado no poder desde 1991.
- Quirguistão - O líder comunista Askar Akayev manteve o poder até que a Revolução das Tulipas em 2006.
- Letónia - A Revolução Cantada alcançou a independência e o regime democrático.
- Lituânia - A Revolução Cantada alcançou a independência e o regime democrático.
- Moldávia - Participação na Guerra da Transnístria entre a Moldávia e as forças russas. Os comunistas voltaram ao poder em 2001 e supostamente agitação civil no período pós-eleições de 2009.
- Tajiquistão - O líder comunista Rahmon Nabiyev manteve o poder. Os acontecimentos conduziram à Guerra civil no Tajiquistão.
- Turcomenistão - O líder comunista Saparmurat Niyazov reteve o poder e foi criticado por ser um dos ditadores mais totalitários e repressivos do mundo.
- Ucrânia - Os ex-comunistas Leonid Kravchuk e Leonid Kuchma foram seguidas pela Revolução Laranja em 2004, em que os ucranianos elegeram Viktor Yushchenko.
- Uzbequistão - O líder comunista Islam Karimov reteve o poder e tem a oposição reprimida desde então.

## Reações frente ao colapso, interpretações e previsões do colapso
O colapso do poder soviético foi um processo extremamente importante na história do final do século XX. No entanto, existem discrepâncias na determinação da origem deste desastre, há diversas opiniões. Nesse sentido, diz-se que a discussão teórica sobre as reais causas do colapso foi marcado por pretensões ideológicas de um ou outro sinal, isto é, tanto os analistas marxistas como liberais.
Vários analistas alegam que a União Soviética na verdade não representam o verdadeiro "marxismo", mas um Estado autoritário, baseado em um único partido liderado por uma oligarquia mais interessado em permanecer no poder do que o desenvolvimento do marxismo e, portanto, sua queda é sem prejuízo das ideias "marxistas". Outros marxistas, ignorando os argumentos materiais, argumentam que a queda se deveu à incompetência política dos indivíduos em particular, que nem mesmo a queda da URSS representa um fracasso do marxismo conhecido como Lenin.
Alguns estudiosos, literatos e jornalistas previram que a União Soviética acabaria por ser dissolvida antes mesmo do processo de dissolução começar com a queda do Muro de Berlim em Novembro de 1989.
Os autores geralmente creditados por terem previsto o colapso da União Soviética incluem Andrei Amalrik no “1984: Chegará a URSS até lá?” (1970), o acadêmico francês Emmanuel Todd em “La Chute Finale: Essais sur la decomposition de la sphère Soviétique (a queda final: um ensaio sobre a decomposição da esfera soviética) (1976), o economista Ravi Batra, em seu livro A Queda do capitalismo e comunismo de 1978 e o historiador francês Hélène Carrère d'Encausse. Além disso, Walter Laqueur afirmou que "vários artigos de pesquisa que apareceram em revistas profissionais, principalmente no “Problemas do comunismo” apontam para uma decadência e a possível queda do regime soviético".
Nos Estados Unidos, principalmente entre os conservadores, o político mais creditado em prever o colapso da União Soviética foi o presidente Ronald Reagan.
Muitas das previsões feitas antes de 1980 sobre a queda da União Soviética, foram consideradas por aqueles que as pronunciaram como uma possibilidade um pouco remota, em vez de uma probabilidade. Contudo, para alguns (como Amalrik e Todd), a ideia era muito mais do que um pensamento passageiro. No caso de Ludwig von Mises, ele chamou o colapso da União Soviética como uma certeza absoluta, porém ele não deu qualquer prazo razoável, para testar sua previsão.

## Repúblicas
Constitucionalmente, a União Soviética era uma federação das Repúblicas Socialistas Soviéticas (RSSs) e da República Socialista Federativa Soviética da Rússia (RSFSR), embora a regra do altamente centralizado Partido Comunista soviético fez federalismo meramente nominal.
O tratado sobre a criação da URSS foi assinado em dezembro de 1922 por quatro repúblicas da fundação, a RSS da Rússia, RSS da Transcaucásia, RSS da Ucrânia e RSS da Bielorrússia.
Em 1924, durante a delimitação nacional na Ásia Central, o Uzbequistão e o Turcomenistão RSSs foram formadas a partir de partes do Turquestão do RSFSR de ASSR e duas dependências Soviética, a Corásmia e RSS Bucara.
Em 1929, a RSS do Tajiquistão foi dividido a partir da RSS do Usbequistão. Com a constituição de 1936, os constituintes da República Socialista Federativa Soviética da Transcaucásia, ou seja, da RSSs da Geórgia, Arménia e Azerbaijão, foram elevada à repúblicas da União, enquanto o Cazaquistão e Quirquistão foram  separados da República Soviética da Rússia.
Em agosto de 1940 a União Soviética formou a RSS da Moldávia a partir de partes da RSS da Ucrânia e partes da Bessarábia que anexou da Roménia, bem como anexou os Estados bálticos, a Estónia, Letónia e da Lituânia. A RSS da Carélia Finlandesa foi dividida a partir da RSFS da Rússia em março de 1940 e incorporada em 1956.
Entre julho de 1956 e setembro de 1991, havia 15 repúblicas na União Soviética (ver mapa abaixo).
| As Repúblicas da União Soviética (1956 — 1989) | As Repúblicas da União Soviética (1956 — 1989) | As Repúblicas da União Soviética (1956 — 1989) | As Repúblicas da União Soviética (1956 — 1989) | As Repúblicas da União Soviética (1956 — 1989) |
|                                                | Bandeira                                       | República                                      | Capital                                        | Mapa da União Soviética                        |
| ---------------------------------------------- | ---------------------------------------------- | ---------------------------------------------- | ---------------------------------------------- | ---------------------------------------------- |
| 1                                              |                                                | RSS da Armênia                                 | Erevan                                         | Republics of the Soviet Union.                 |
| 2                                              |                                                | RSS do Azerbaijão                              | Baku                                           | Republics of the Soviet Union.                 |
| 3                                              |                                                | RSS da Bielorrússia                            | Minsk                                          | Republics of the Soviet Union.                 |
| 4                                              |                                                | RSS da Estônia                                 | Tallinn                                        | Republics of the Soviet Union.                 |
| 5                                              |                                                | RSS da Geórgia                                 | Tbilisi                                        | Republics of the Soviet Union.                 |
| 6                                              |                                                | RSS do Cazaquistão                             | Alma-Ata                                       | Republics of the Soviet Union.                 |
| 7                                              |                                                | RSS do Quirguistão                             | Frunze                                         | Republics of the Soviet Union.                 |
| 8                                              |                                                | RSS da Letônia                                 | Riga                                           | Republics of the Soviet Union.                 |
| 9                                              |                                                | RSS da Lituânia                                | Vilnius                                        | Republics of the Soviet Union.                 |
| 10                                             |                                                | RSS da Moldávia                                | Kishinev                                       | Republics of the Soviet Union.                 |
| 11                                             |                                                | RSFS da Rússia                                 | Moscow                                         | Republics of the Soviet Union.                 |
| 12                                             |                                                | RSS do Tadjiquistão                            | Dushanbe                                       | Republics of the Soviet Union.                 |
| 13                                             |                                                | RSS do Turcomenistão                           | Ashkhabad                                      | Republics of the Soviet Union.                 |
| 14                                             |                                                | RSS da Ucrânia                                 | Kiev                                           | Republics of the Soviet Union.                 |
| 15                                             |                                                | RSS do Uzbequistão                             | Tashkent                                       | Republics of the Soviet Union.                 |